# Robin Lopez

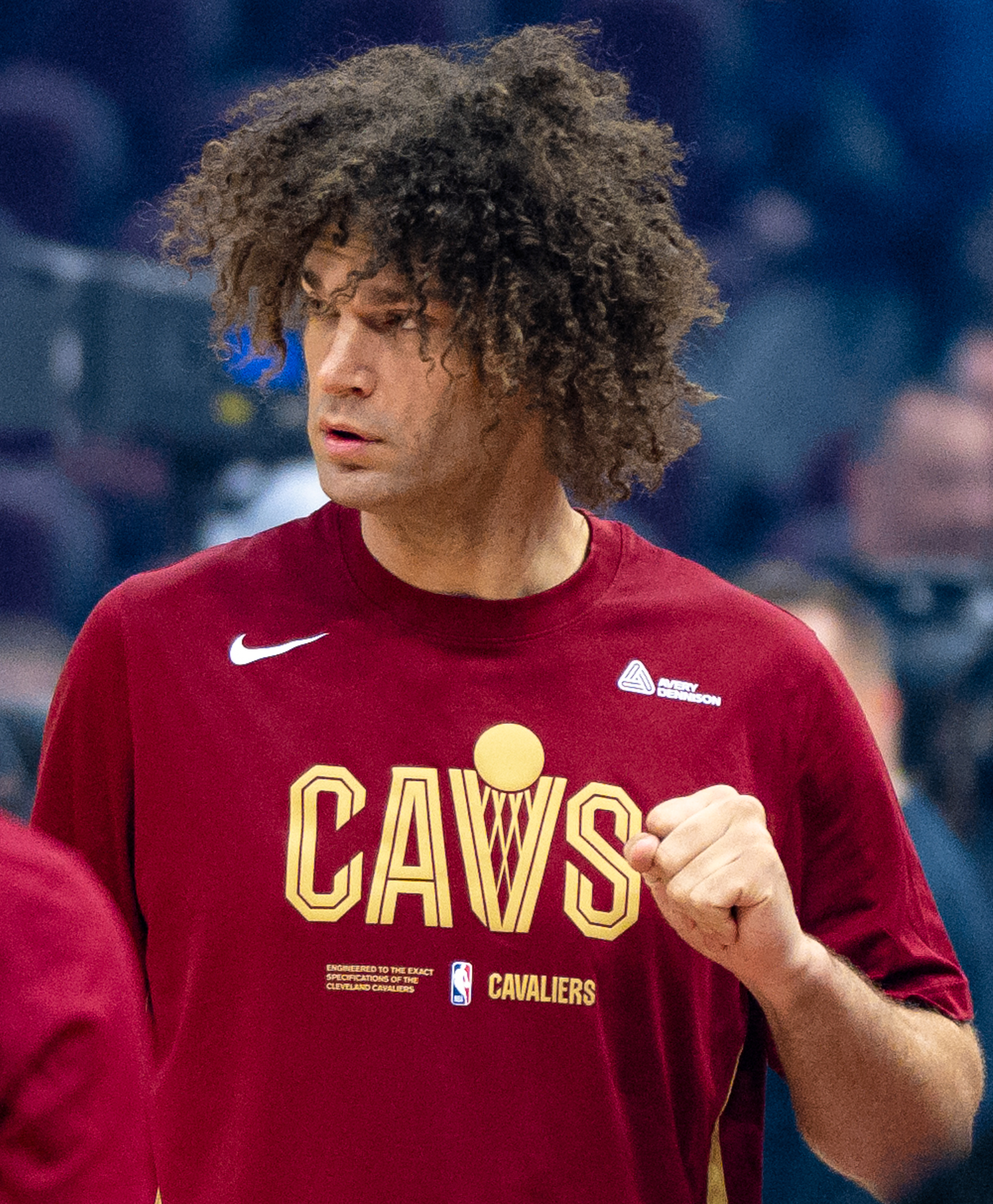
Robin Lopez, 2022.

Robin Byron Lopez, född 1 april 1988 i Los Angeles i Kalifornien, är en amerikansk professionell basketspelare (C) som spelar för Milwaukee Bucks i National Basketball Association (NBA). Han har tidigare spelat för Phoenix Suns, New Orleans Hornets, Portland Trail Blazers, New York Knicks, Chicago Bulls, Washington Wizards, Orlando Magic och Cleveland Cavaliers.
Lopez draftades av Phoenix Suns i första rundan i 2008 års draft som 15:e spelare totalt.
Innan han blev proffs studerade Lopez, tillsammans med sin tvillingbror Brook Lopez, vid Stanford University och båda spelade för universitetets idrottsförening Stanford Cardinal.